# Boryszów
Boryszów – wieś w Polsce położona w województwie łódzkim, w powiecie piotrkowskim, w gminie Grabica.
W latach 1954–1961 wieś należała i była siedzibą władz gromady Boryszów, po jej zniesieniu w gromadzie Grabica. W latach 1975–1998 miejscowość administracyjnie należała do województwa piotrkowskiego.